# Denes Agay
Pour les articles homonymes, voir Agay (homonymie).
Denes Agay est un compositeur et arrangeur hongrois naturalisé américain, né le 10 juin 1911 à Budapest (alors en Autriche-Hongrie) et mort le 24 janvier 2007 à Los Altos en Californie.

## Biographie
Denes Agay commence le piano à l'âge de 3 ans, et obtient un doctorat en composition pour piano en 1934 à l'Académie de musique Ferenc Liszt de Budapest.
Il connait un premier succès en prenant la direction de l'orchestre philharmonique[Lequel ?] pour la représentation de sa propre symphonie. La montée du nazisme en Hongrie le pousse à émigrer à New York en 1939.
En 1942, il s'engage dans l'armée[Laquelle ?] où il distrait les patients hospitalisés. Il devient professeur et compositeur après la guerre, et il travaille comme arrangeur pour l'émission Guest Star sur la radio NBC.
Denes Agay est également connu pour ses séries d'arrangements pour jeunes pianistes dans une très grande variété de styles musicaux.

## Œuvres
- Série des Joy of... pour piano
- Dance Scherzo
- Dancing Leaves
- Prelude to a Fairy Tale
- Sonatina-Toccata